# 小芭美
小芭美（こばみ、3月1日 - ）は、日本の女性声優。千葉県出身。身長160cm。オフィス海風所属。旧名：小林 美佐（こばやし みさ）。かつてはぷろだくしょんバオバブに所属していた。

## 出演
太字はメインキャラクター。

### テレビアニメ
2000年
- STRANGE DAWN（ナラ、村人）
- 闇の末裔（女性（母））

2002年
- プリンセスチュチュ（マリー 他）
- 炎の蜃気楼（使用人2）

2003年
- キノの旅 -the Beautiful World-（声）

2004年
- KURAU Phantom Memory（クリスマス）
- 花右京メイド隊 La Verite（通行人）
- 火の鳥（チヒロ）
- ブラック・ジャック（生徒）
- BECK

2005年
- 地獄少女（春日弘美）
- D.C.S.S. 〜ダ・カーポ セカンドシーズン〜（母親）
- トリニティ・ブラッド（リリス・サール）
- 魔法先生ネギま!（2005年 - 2006年、那波千鶴）- 2シリーズ ※ネギま!?第17話のサブタイトル題字（1枚目）と提供イラスト（OP後）も担当。

2006年
- いぬかみっ!（いつもの母親 他）
- 女子高生 GIRLS-HIGH（毛利さやか）#12
- 009-1（ライダー）
- NIGHT HEAD GENESIS（友枝麻里子、双海弓子、矢ノ口滝子、ロシア研究員）
- まじめにふまじめ かいけつゾロリ（尼僧）
- 護くんに女神の祝福を!（吉村静恵）
- ヤマトナデシコ七変化♥（女生徒）
- 夢使い（キャプテン、オバさん1）
- ワンワンセレプー それゆけ!徹之進（犬山陽子）

2011年
- しまじろう ヘソカ（シュン太）

2017年
- UQ HOLDER! 〜魔法先生ネギま!2〜（那波千鶴）

### 劇場アニメ
- 劇場版 魔法先生ネギま! ANIME FINAL（2011年、那波千鶴）

### ラジオドラマ
- 青春アドベンチャー（NHK-FM）
  - 『天涯の砦』（2025年3月10日 - 28日）[3] - AI 役

### OVA
2004年
- 天罰エンジェルラビィ☆（ルキア＝ショール）

2006年
- ネギま!?春/ネギま!?夏（那波千鶴）
- マリア様がみてる 3rdシーズン（鹿取先生）

2008年
- 魔法先生ネギま! 〜白き翼 ALA ALBA〜（那波千鶴）

2009年
- 魔法先生ネギま! 〜もうひとつの世界〜（那波千鶴）

2010年
- 魔法先生ネギま! もうひとつの世界Extra 魔法少女ユエ♥（那波千鶴）

2013年
- Vassalord.（ファミーユ）※コミックス7巻OVA付き限定版

### ゲーム
- どきどきすいこでん（ロザンナ・グラント）
- 魔法先生ネギま!シリーズ（那波千鶴）
- ネギマテ UQ HOLDER! 〜魔法先生ネギま！２〜（2018年、那波千鶴）

### ドラマCD
- 魔法先生ネギま！シリーズ
- イルゲネス -The Genetic Sodom ILEGENES-（セレナ）
- Vassalord.（ファミーユ）

### 吹き替え
- イケてる私とサエない僕
- The Hills（オードリナ・パートリッジ）
- 13日の金曜日 (ブリー〈ジュリアナ・ギル〉)
- スポットライト #6
- マイガール（チュ・ユリン（イ・ダヘ））
- みんな誰かの愛しい人

### 実写
- 魔法先生ネギま!シリーズ

### ラジオ
- 四番 なかやま
- 妄想の館インターネットポッドキャスト

### パチンコ
- CR魔法先生ネギま!（2017年、那波千鶴[5]）

## ディスコグラフィ

### キャラクターソング
| 発売日  | 商品名                                               | 歌 | 楽曲 | 備考                                                        |
| 2004年  | 2004年                                               | 2004年 | 2004年 | 2004年                                                      |
| ------- | ---------------------------------------------------- | --- | --- | ----------------------------------------------------------- |
| 5月1日  | 出席番号のうた                                       | 麻帆良学園中等部2-A | 「出席番号のうた」                                                                                            | テレビアニメ『魔法先生ネギま!』関連曲                       |
| 4月21日 | 魔法先生ネギま! 麻帆良学園中等部2-A 3月：文化部4人組 | 文化部4人組 | 「Girls, be ambitious〜シンデレラになろうよ〜」 「Girls, be ambitious〜シンデレラになろうよ〜（Remix ver.）」 | テレビアニメ『魔法先生ネギま!』関連曲                       |
| 2005年  |                                                      | | |                                                             |
| 5月11日 | ハッピー☆マテリアル 4月度：Beloved version           | 麻帆良学園中等部2-A | 「ハッピー☆マテリアル」                                                                                       | テレビアニメ『魔法先生ネギま!』オープニングテーマ           |
| 8月3日  | ハッピー☆マテリアル 31人ver.／輝く君へ〜Peace        | 麻帆良学園中等部2-A | 「ハッピー☆マテリアル」 「輝く君へ〜Peace」                                                                   | テレビアニメ『魔法先生ネギま!』主題歌                       |
| 2006年  |                                                      | | |                                                             |
| 12月6日 | ネギま!? うたのCD（1）                               | 那波千鶴（小林美佐）、村上夏美（相沢舞）                                                                                     | 「ポジティブ！ アクティブ！ モロジブン！」                                                                    | テレビアニメ『ネギま!?』関連曲                              |
| 2007年  |                                                      | | |                                                             |
| 1月24日 | ネギま!? 1000%BOX                                    | 那波千鶴（小林美佐）、村上夏美（相沢舞）、ザジ・レイニーデイ（いのくちゆか）、龍宮真名（佐久間未帆）、長谷川千雨（志村由美） | 「1000%SPARKING!」                                                                                            | テレビアニメ『ネギま!?』オープニングテーマ                  |
| 1月24日 | ネギま!? 1000%BOX                                    | 那波千鶴（小林美佐）、村上夏美（相沢舞）、ザジ・レイニーデイ（いのくちゆか）、龍宮真名（佐久間未帆）、長谷川千雨（志村由美） | 「A-LY-YA!」                                                                                                  | テレビアニメ『ネギま!?』エンディングテーマ                  |
| 1月24日 | ネギま!? 1000%BOX                                    | 那波千鶴（小林美佐）、村上夏美（相沢舞）、ザジ・レイニーデイ（いのくちゆか）、龍宮真名（佐久間未帆）、長谷川千雨（志村由美） | 「1000%SPARKING!〈ぴあのみっくす〉」                                                                          | テレビアニメ『ネギま!?』関連曲                              |
| 1月24日 | ネギま!? 1000%BOX                                    | 麻帆良学園中等部3-A+ネギ・スプリングフィールド                                                                               | 「1000%SPARKING!」 「A-LY-YA!」                                                                               | テレビアニメ『ネギま!?』関連曲                              |
| 9月26日 | ネギま!? ベストアルバム                              | 麻帆良学園中等部3-A+ネギ・スプリングフィールド                                                                               | 「Hello Again」                                                                                               | テレビアニメ『ネギま!?』関連曲                              |
| 2008年  |                                                      | | |                                                             |
| 8月27日 | ハッピー☆マテリアル リターン                         | 麻帆良学園中等部3-A | 「ハッピー☆マテリアル リターン」                                                                              | OAD『魔法先生ネギま!〜白き翼 ALA ALBA〜』オープニングテーマ |
| 8月27日 | ハッピー☆マテリアル リターン                         | 麻帆良学園中等部3-A | 「輝く君へ」                                                                                                  | OAD『魔法先生ネギま!〜白き翼 ALA ALBA〜』エンディングテーマ |
| 8月27日 | ハッピー☆マテリアル リターン                         | 麻帆良学園中等部3-A | 「A-LY-YA」                                                                                                   | テレビアニメ『ネギま!?』関連曲                              |
| 2011年  |                                                      | | |                                                             |
| 8月24日 | 桜風に約束を -旅立ちの歌-                            | ネギ・スプリングフィールド&麻帆良学園中等部3-A                                                                               | 「桜風に約束を -旅立ちの歌-」                                                                                 | 劇場アニメ『劇場版 魔法先生ネギま! ANIME FINAL』主題歌      |

### ユニットメンバー
1. 1 2  相坂さよ（白鳥由里）、明石裕奈（木村まどか）、朝倉和美（笹川亜矢奈）、綾瀬夕映（桑谷夏子）、和泉亜子（山川琴美）、大河内アキラ（山本杏美）、柿崎美砂（伊藤静）、神楽坂明日菜（神田朱未）、春日美空（板東愛）、絡繰茶々丸（渡辺明乃）、釘宮円（出口茉美）、古菲（田中葉月）、近衛木乃香（野中藍）、早乙女ハルナ（石毛佐和）、桜咲刹那（小林ゆう）、佐々木まき絵（堀江由衣）、椎名桜子（大前茜）、龍宮真名（佐久間未帆）、超鈴音（大沢千秋）、長瀬楓（白石涼子）、那波千鶴（小林美佐）、鳴滝風香（こやまきみこ）、鳴滝史伽（狩野茉莉）、葉加瀬聡美（門脇舞）、長谷川千雨（志村由美）、エヴァンジェリン・A・K・マクダウェル（松岡由貴）、宮崎のどか（能登麻美子）、村上夏美（相沢舞）、雪広あやか（皆川純子）、四葉五月（井ノ上ナオミ）、ザジ・レイニーデイ（猪口有佳）
2. ↑  朝倉和美（笹川亜矢奈）、那波千鶴（小林美佐）、村上夏美（相沢舞）、ザジ・レイニーデイ（猪口有佳）
3. ↑  椎名桜子（大前茜）、龍宮真名（佐久間未帆）、超鈴音（大沢千秋）、長瀬楓（白石涼子）、那波千鶴（小林美佐）
4. ↑  ネギ・スプリングフィールド（佐藤利奈）、相坂さよ（白鳥由里）、明石裕奈（木村まどか）、朝倉和美（笹川亜矢奈）、綾瀬夕映（桑谷夏子）、和泉亜子（山川琴美）、大河内アキラ（浅倉杏美）、柿崎美砂（伊藤静）、神楽坂明日菜（神田朱未）、春日美空（板東愛）、絡繰茶々丸（渡辺明乃）、釘宮円（出口茉美）、古菲（Hazuki）、近衛木乃香（野中藍）、早乙女ハルナ（石毛佐和）、桜咲刹那（小林ゆう）、佐々木まき絵（堀江由衣）、椎名桜子（大前茜）、龍宮真名（佐久間未帆）、超鈴音（高本めぐみ）、長瀬楓（白石涼子）、那波千鶴（小林美佐）、鳴滝風香（こやまきみこ）、鳴滝史伽（狩野茉莉）、葉加瀬聡美（門脇舞以）、長谷川千雨（志村由美）、エヴァンジェリン・A・K・マクダウェル（松岡由貴）、宮崎のどか（能登麻美子）、村上夏美（相沢舞）、雪広あやか（皆川純子）、四葉五月（井上直美）、ザジ・レイニーデイ（いのくちゆか）
5. ↑  相坂さよ（白鳥由里）、明石裕奈（木村まどか）、朝倉和美（笹川亜矢奈）、綾瀬夕映（桑谷夏子）、和泉亜子（山川琴美）、大河内アキラ（浅倉杏美）、柿崎美砂（伊藤静）、神楽坂明日菜（神田朱未）、春日美空（板東愛）、絡繰茶々丸（渡辺明乃）、釘宮円（出口茉美）、古菲（Hazuki）、近衛木乃香（野中藍）、早乙女ハルナ（石毛佐和）、桜咲刹那（小林ゆう）、佐々木まき絵（堀江由衣）、椎名桜子（大前茜）、龍宮真名（佐久間未帆）、超鈴音（高本めぐみ）、長瀬楓（白石涼子）、那波千鶴（小林美佐）、鳴滝風香（こやまきみこ）、鳴滝史伽（狩野茉莉）、葉加瀬聡美（門脇舞以）、長谷川千雨（志村由美）、エヴァンジェリン・A・K・マクダウェル（松岡由貴）、宮崎のどか（能登麻美子）、村上夏美（相沢舞）、雪広あやか（皆川純子）、四葉五月（井上直美）、ザジ・レイニーデイ（いのくちゆか）
6. ↑  ネギ・スプリングフィールド（佐藤利奈）、相坂さよ（白鳥由里）、明石裕奈（木村まどか）、朝倉和美（笹川亜矢奈）、綾瀬夕映（桑谷夏子）、和泉亜子（山川琴美）、大河内アキラ（浅倉杏美）、柿崎美砂（伊藤静）、神楽坂明日菜（神田朱未）、春日美空（板東愛）、絡繰茶々丸（渡辺明乃）、釘宮円（出口茉美）、古菲（阿澄佳奈）、近衛木乃香（野中藍）、早乙女ハルナ（石毛佐和）、桜咲刹那（小林ゆう）、佐々木まき絵（堀江由衣）、椎名桜子（小見川千明）、龍宮真名（佐久間未帆）、超鈴音（高本めぐみ）、長瀬楓（白石涼子）、那波千鶴（小林美佐）、鳴滝風香（こやまきみこ）、鳴滝史伽（狩野茉莉）、葉加瀬聡美（門脇舞以）、長谷川千雨（志村由美）、エヴァンジェリン・A・K・マクダウェル（松岡由貴）、宮崎のどか（能登麻美子）、村上夏美（相沢舞）、雪広あやか（皆川純子）、四葉五月（井上直美）、ザジ・レイニーデイ（いのくちゆか）